# El Hamiz
 (juin 2024).
Si vous disposez d'ouvrages ou d'articles de référence ou si vous connaissez des sites web de qualité traitant du thème abordé ici, merci de compléter l'article en donnant les références utiles à sa vérifiabilité et en les liant à la section « Notes et références ».
El Hamiz (en arabe : الحميز ; en tifinagh : ⴻⵍ ⵀⴰⵎⵉⵣ) est une annexe de la commune de Dar El Beïda de la wilaya d'Alger en Algérie, situé à l'est de la capitale, à environ 15 km. Elle est connue pour son activité commerciale.

## Importateurs, distributeurs et grossistes
Le marché de El Hamiz visé par tout importateurs et grossistes est devenu le plus parfait des points de ventes en Algérie offrant aux visiteurs des produits à des prix imbattables, sur tout que les Algériens des 58 Wilaya à la recherche de bonnes affaires préfèrent acheter à El Hamiz, Les boutiques d'électroménager sont les plus fréquentées. Les produits les plus demandés sont les téléviseurs, les démodulateurs et les chaînes hi-fi..
Les magasins se comptent par centaines, installés pour la plupart sur les grandes artères ou les ruelles adjacentes. Grossistes ou détaillants, les commerçants sont prêts à répondre à tous les besoins des ménages, offrant quantité de marchandises. «Le client est roi», indique-t-on. Sous l'effet d'une forte concurrence, chacun tente tant bien que mal d'attirer le maximum de clients en optant pour des remises alléchantes.

## Géographie
La commune de El Hamiz est située à environ 15 km à l'est Alger.
| Bordj El Kiffan | Bordj El Bahri | Bordj El Bahri |
| Bab Ezzouar     | El Hamiz       | Rouïba         |
| Dar El Beïda    | Dar El Beïda   | Rouïba         |

### Le barrage de Hamiz
Il n'a plus l'importance de jadis depuis l'édification de nombreux barrages tout au long de son cours. Ainsi, le barrage du Hamiz est construit à 35 kilomètres d'Alger, un peu en amont du débouché dans la plaine de la Mitidja de l'Oued Arbatache.
La commune de Bordj El Bahri se trouve à l'embouchure du fleuve. Située sur la rive est de la baie d'Alger, elle est entourée à l'ouest par la Méditerranée, à l'est par Ain Taya, au nord par El Marsa (ex- Jean Bart) et au sud par Bordj El Kiffan (anciennement Fort-de-l'Eau).

## Aéroports à El Hamiz et dans les villes voisines
- Dar-El-Beida/hou Airport (distanced approximately 5.0 km) – airport hotels
- Boufarik Airport (distanced approximately 38 km) – airport hotels
- Blida Airport (distanced approximately 45 km) – airport hotels
- Ain Oussera Airport (distanced approximately 140 km) – airport hotels
- Bejaia Soummam Airport (distanced approximately 160 km) – airport hotels

## Hôtels les plus proches du centre d'El Hamiz
- Mercure Grand Hotel Alger Aéroport (in Dar el Beida, distanced approximately 2.6 km)
- Sofitel Algiers Hamma Garden (in Alger, distanced approximately 14 km)
- Hilton Alger (in Alger, distanced approximately 19 km)
- Sheraton Club Des Pins (in Club des Pins, distanced approximately 32 km)
- Sheraton Oran Hotel & Towers (in Oran, distanced approximately 360 km)
- Montparnasse (in Oran, distanced approximately 370 km)
- Hôtel New-Beach (in Bou Sfer, distanced approximately 390 km)

## Port Sec Hamiz
RN°5 El-Hamiz, Bordj El-Kiffan - Alger
Maître de l’ouvrage : Maghrébine Transport Auxiliaire (MTA), Alger.
Description de l’ouvrage : Superficie totale de 50 000 m2 servant à l’entreposage de conteneurs pleins gerbés sur cinq niveaux avec une utilisation accrue de moyens de manutention.
Travaux réalisés : Suivi des travaux de génie civil, VRD, électricité et équipement.